# KISS (album)
Kiss är det elfte albumet av L'Arc-en-Ciel. Det gavs ut 21 november 2007 på Ki/oon Records.

## Låtlista
| Nr | Titel                                       | Text     | Musik    |
| -- | ------------------------------------------- | -------- | -------- |
| 1  | Seventh Heaven                              | Hyde     | Hyde     |
| 2  | Pretty Girl                                 | Ken      | Ken      |
| 3  | My Heart Draws a Dream                      | Hyde     | Ken      |
| 4  | Sunadokei (砂時計 Sandglass?)               | Tetsu    | Tetsu    |
| 5  | Spiral                                      | Yukihiro | Yukihiro |
| 6  | Alone en la Vida                            | Hyde     | Ken      |
| 7  | Daybreak's Bell                             | Hyde     | Ken      |
| 8  | Umibe (海辺 Sjösida?)                       | Hyde     | Tetsu    |
| 9  | The Black Rose                              | Hyde     | Hyde     |
| 10 | Link -Kiss Mix-                             | Hyde     | Tetsu    |
| 11 | Yuki no Ashiato (雪の足跡 Fotspår av Snow?) | Hyde     | Ken      |
| 12 | Hurry Xmas                                  | Hyde     | Hyde     |